# Alexa Davalos
Alexa Davalos Dunas (Parijs, 28 mei 1982) is een in Frankrijk geboren actrice met een Amerikaanse moeder en een Griekse vader met een Litouwse afkomst. Ze speelt in onder meer The Chronicles of Riddick als Kyra, die door hoofdrolspeler Vin Diesel bevrijd dient te worden en in Defiance als Lilka Ticktin, de geliefde van hoofdpersonage Tuvia Bielski (Daniel Craig).
Davalos is het enige kind van actrice Elyssa Davalos en zodoende de kleindochter van acteur Richard Davalos. Ze bracht haar jeugd voornamelijk door in Frankrijk en Italië voordat ze in de Verenigde Staten ging wonen. Ze spreekt zowel Frans, Engels als Grieks. Davalos trouwde in 2019 met acteur Josh Stewart.

## Filmografie
*Exclusief televisiefilms
- Clash of the Titans - Andromeda (2010)
- Defiance - Lilka Ticktin (2008)
- The Mist - Sally (2007)
- Feast of Love Chloe - (2007)
- The Chronicles of Riddick - Kyra (2004)
- Coastlines - Bess Gunther (2002)

## Televisieseries
*Exclusief eenmalige gastrollen
- The Man in the High Castle - Juliana Crain (2015-2019, veertig afleveringen)
- The Punisher - Beth Quinn (2019, twee afleveringen)
- Mob City - Jasmine Fontaine (2013, zes afleveringen)
- Reunion - Samantha Carlton (2005-2006, dertien afleveringen)
- Angel - Gwen Raiden (2002-2003, drie afleveringen)

- Biblioteca Nacional de España: XX5641088
- International Standard Name Identifier: 0000 0001 1952 9965
- Library of Congress Control Number: no2004097211
- Nationale Bibliotheek van Tsjechië: xx0148540
- Virtual International Authority File: 95035723
- WorldCat: E39PBJqFQkp7GbBMp3kMCBqG73